# تحويل رياضي

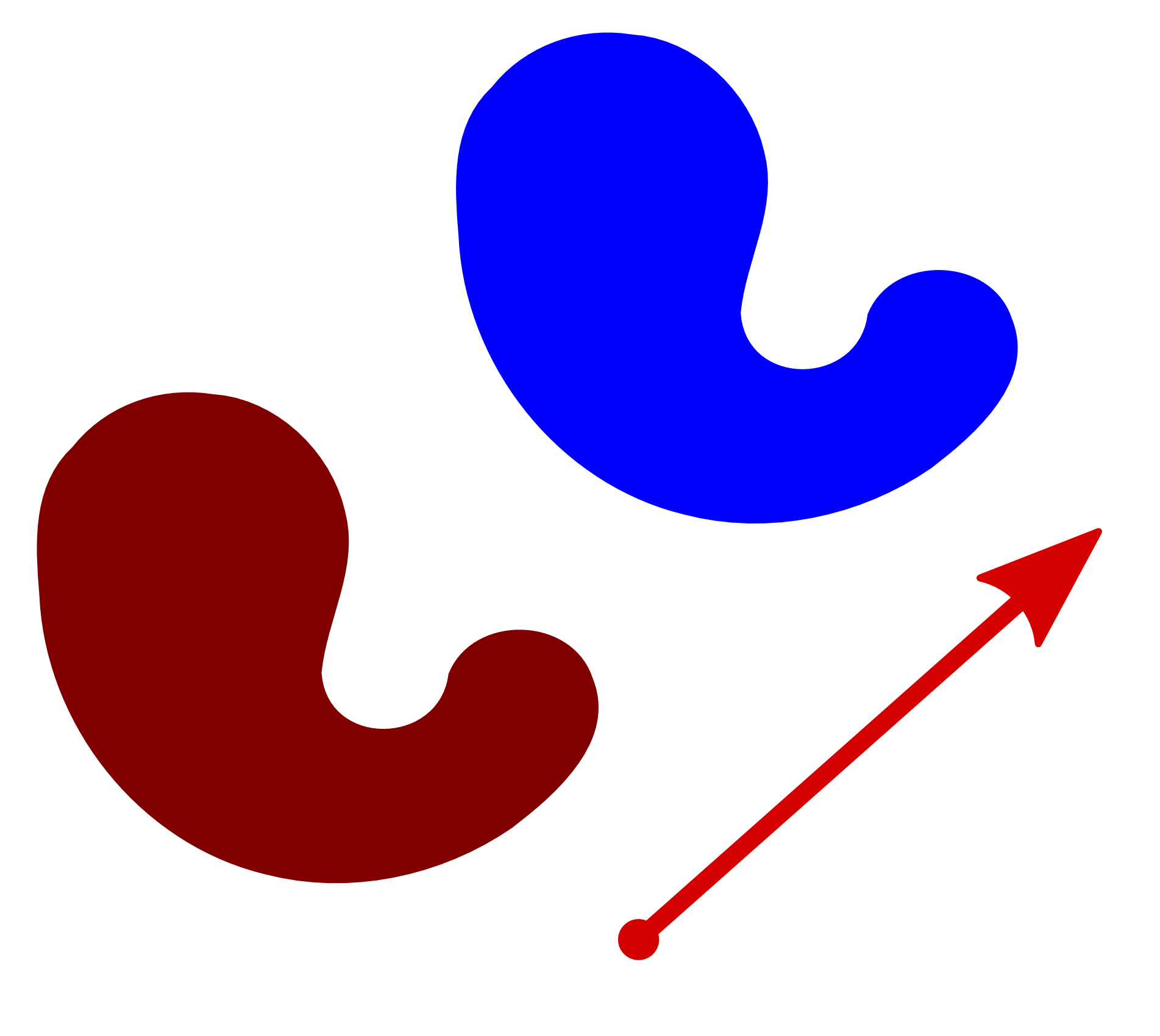
الانزلاق نوع من التحويل ، ينقل كل نقطة على سطح ما بنفس المسافة ونفس الاتجاه

في الرياضيات، التحويل (بالإنجليزية: Transformation) هو دالة رياضية من مجموعة X إلى نفسها. غالبا، يكون للمجموعة X هيكلية جبرية أو هندسية أخرى عندها، يصبح تعريف التحويل بالدالة التي تحول X إلى نفسها مع الاحتفاظ بهيكليتها.
من الأمثلة التحويل الخطي والتحويل التآلفي مثل الدوران والانعكاس والانزلاق.
يتم تطبيقهم في فضاء إقليدي ثنائي وثلاثي الأبعاد. ويمكن أن تؤدى العمليات باستخدام الجبر الخطي وتفسر باستعمال المصفوفات.

## الانزلاق
الانزلاق هو تحويل تآلفي في الفضاء الإقليدي حيث يتم نقل كل نقطة فيه بمسافة محددة وبنفس الاتجاه. ويمكن بوصيفها بإضافة المتجه ثابت لكل نقطة أو بتحريك مركز الإحداثيات.
و بمعنى آخر، إذا كانت v هي موجه ثابت، فان الانزلاق Tv يصبح: Tv(p) = p + v.

## الانعكاس في الاشكال ثلاثية الابعاد

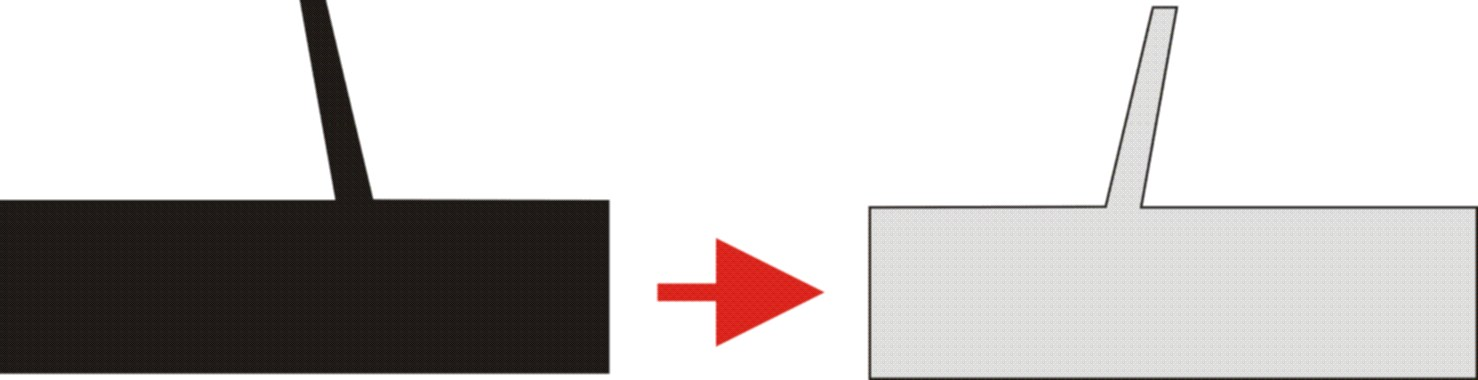
الانعكاس

في الرياضيات، الانعكاس هو دالة التي تحول شكل ما إلى صورة مرآته المعكوسة. مثلا، فإن انعكاس شكل الحرف «ع» بالنسبة لخط أفقي يصبح بالشكل "3". لعكس مسطح ثنائي الأبعاد، يستعمل خط كمرآة وحينها يسمى محور الانعكاس (axis of Reflection) بينما لعكس مسطح ثلاثي الأبعاد، فيستعمل مستوى كمرآة. في بعض الأحيان، يعتبر الانعكاس حالة خاصة من حالات الانقلاب (inversion) ذو قطر لانهائي لدائرة المرجع.
وبالمفهوم الهندسي، لإيجاد الانعكاس لنقطة ما، يتم إسقاط خط عمودي على الخط (أو المستوى) المستعمل كمحور الانعكاس ومن ثم متابعة الخط يشكل مستقيم في الجهة الأخرى وبنفس المسافة. ولتحديد ألانعكاس لرسم ما، يتم تحديد انعكاسات كل النقاط المؤلفة له.

## انعكاس انزلاقي

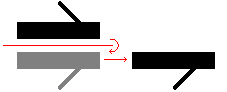
مثال على الانعكاس التزلقي

Glide reflection الانعكاس الانزلاقي هي عملية تحويل في الفضاء الإقليدي التي تتشكل من انزلاق ثم انعكاس خطي. في هذه الحالة، تعتبر قيمة المتجه (vector) صفرا.

## التحاكي
التحاكي المطرد هي عملية تحويل تضخم أو تقلص الأشياء. عامل التحاكي يكون نفسه في كل الاتجاهات.[بحاجة لمصدر]

## القص

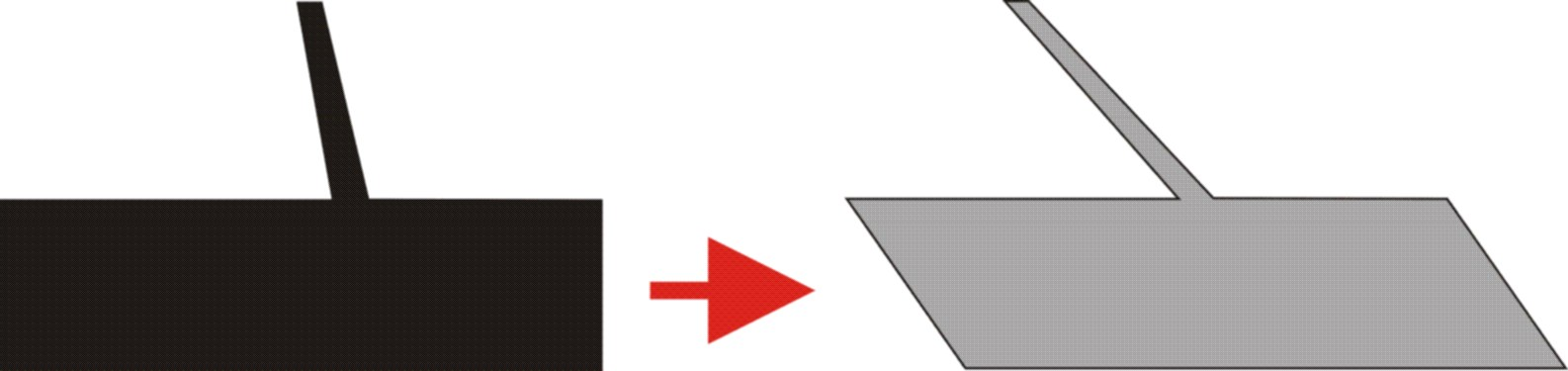
البطح (Shear)

القص (Shear) هي عملية تحويل تتم بدوران أحد المجاور بحيث لا يعود متعامد مع المحور الآخر. فبهذه الحالة، يتحول المستطيل إلى متوازي الأضلاع، والدائرة إلى إهليليج.

## بشكل عام
بشكل عام، «التحويل» هي أحد أوجه الدالة الرياضية (function). كما يستعمل التعبير إسقاط (mapping) بنفس المعنى.[بحاجة لمصدر] يمكن للتحويل أن يكون دالة انقلابية (invertible function) من مجموعة X الي مجموهة أخرى Y. وتستعمل مرادفة «التحويل» في العادة في حالة تحويل الهيئات الهندسية أكثر من المعادلات الجبرية.

## اقرأ أيضا
- انزلاق (هندسة)
- تناظر دوراني